# Igor' Šalimov
Igor' Michajlovič Šalimov (in russo Игорь Михайлович Шалимов?; Mosca, 2 febbraio 1969) è un allenatore di calcio ed ex calciatore russo e fino al 1992 sovietico, di ruolo centrocampista, tecnico del Fakel Voronež.
Dopo aver giocato per un lustro nello Spartak Mosca, nel 1991 si trasferisce in Italia, al Foggia di Zeman, dove gioca 33 incontri di campionato segnando 9 gol e contribuendo in maniera fondamentale al successo di Zemanlandia. Dopo aver disputato un ottimo campionato, la stagione seguente è prelevato dall'Inter in cambio di 17 miliardi di lire: fa bene solo nella sua prima stagione (33 presenze e 9 reti), poi ha un calo di condizione e nel 1994 passa al Duisburg, in Germania, appena dopo aver vinto la Coppa UEFA. Dopo un anno trascorso anche in Svizzera, a Lugano, nel 1995 torna in Italia: gioca tra Udinese, Bologna e Napoli, senza riuscire più a raggiungere i suoi livelli migliori, quelli dei tempi di Foggia e della prima stagione interista, venendo squalificato per due anni nel 1999 per doping.
Tra il 1990 e il 1998 è convocato in Nazionale giocando con URSS (20 partite e 2 gol in 2 anni), CSI (4 incontri senza segnare) e Russia (23 presenze e 3 reti), disputando il Mondiale 1990 e due Europei (1992 e 1996).

## Biografia
Il padre Michail lavora come operaio, la madre Ludmila invece è una cuoca casalinga. Ha un fratello maggiore, Pavel, che ha giocato assieme a lui nelle giovanili dello Spartak Mosca da calciatore. Va a scuola fino a 16 anni, poi smette: se non avesse intrapreso la carriera calcistica, avrebbe sicuramente seguito le orme del padre andando a lavorare con lui in fabbrica. I suoi svaghi, quand'era calciatore, erano giocare a scacchi, giocare a tennis, e leggere i libri classici russi, quest'ultima passione persa dopo l'arrivo in Italia. A Mosca aveva un appartamento e una Mercedes, dopo il suo passaggio all'Inter invece, decide di comprare casa su una collina che s'affaccia sul lago di Como e sceglie di comprarsi una nuova auto.
Arrivato in Italia, riesce subito ad ambientarsi con i nuovi compagni di squadra e dopo pochi mesi riesce già a parlare abbastanza bene in italiano. Il suo cognome è sia di origine tatara sia di origine nomade.
Durante il suo periodo all'Inter stringe amicizia con Fontolan. Inoltre è amico del connazionale Aleksandr Mostovoj. È uno dei protagonisti del film Zemanlandia, dedicato al Foggia dei miracoli di Zeman.

## Caratteristiche tecniche
Jolly di centrocampo mancino, in Italia è schierato soprattutto come esterno destro, dopo aver giocato come terzino sinistro in patria e con l'allenatore dell'Inter Marini, da esterno sinistro allo Spartak Mosca, come centrocampista interno nella Nazionale sovietica e come trequartista nel Foggia zemaniano, pur non essendo definibile né come centrocampista centrale né come regista, essendo il suo ruolo naturale quello di esterno di centrocampo. Data la sua polivalenza, nel gennaio 1992, con l'infortunio del centrocampista Mauro Picasso, il tecnico boemo Zeman lo schiera anche come regista, ruolo nel quale viene impiegato anche da Bagnoli all'Inter e che ha già interpretato in passato, essendo in grado di impostare il gioco. Dotato di una buona resistenza, ordinato tatticamente, bravo negli inserimenti e in fase di copertura, è un giocatore offensivo di qualità e prolifico: nella sua prima e unica stagione a Foggia, ai tempi di Zemanlandia, realizza 11 gol tra campionato e Coppa Italia e secondo lo stesso tecnico boemo, nessun centrocampista segnò più così tanto sotto la sua guida anche negli anni seguenti. Possiede un buon tiro col sinistro inoltre Šalimov definisce se stesso come un giocatore «che organizza [il gioco]».
Calciatore dalla classe sopraffina, poteva anche giocare come mediano, ruolo in cui l'ha definitivamente mutato Bagnoli, essendo un ottimo centromediano metodista e buon interditore, ruolo in cui però secondo gli addetti ai lavori sarebbe «sprecato». Con il tecnico Bagnoli, ai tempi dell'Inter, ha giocato anche in attacco nel 3-5-2 a fianco a Dennis Bergkamp; al Bologna invece ha saputo interpretare bene anche il ruolo di esterno d'attacco in un 3-4-3. Chiamato all'Inter per sostituire l'infortunato Matthaeus, è paragonato al tedesco.
Nel 1991 era considerato tra i migliori talenti della Nazionale sovietica allenata da Byšovec.

## Carriera

### Giocatore

#### Spartak Mosca e Foggia
Dopo aver realizzato 11 gol in 23 presenze con la squadra riserve, nel 1986 gioca anche qualche manciata di incontri nella massima divisione sovietica con la prima squadra. Nella stagione 1987, è schierato stabilmente nella squadra riserve, segna 6 reti in 28 sfide di campionato e dall'anno seguente è promosso definitivamente in prima squadra. Il 22 maggio 1988, all'undicesima giornata, Šalimov si sblocca, andando a segno contro l'Ararat (1-1) e segnando il suo primo gol da professionista: a fine stagione conta 8 gol realizzati in 8 partite differenti. Il 22 luglio 1989 Šalimov realizza la sua prima e unica marcatura nella stagione del titolo per lo Spartak Mosca durante la partita giocata a Charkiv contro il Metalist (3-3). Alla nona giornata nel campionato 1990, il 21 aprile realizza una doppietta ai danni del Metalist (6-0). Il 28 settembre seguente sigla un'altra doppietta, nel 4-0 inflitto dallo Spartak all'Ararat: chiude l'annata con 5 gol in 29 giornate di campionato. Quella del 1991 è la sua ultima stagione a Mosca: il 27 luglio firma due reti a Kiev contro la Dinamo (2-3).

Šalimov in azione al Foggia nella stagione 1991-1992

Dopo aver giocato per un lustro nello Spartak Mosca tra il 1986 e il 1991, è acquistato dal Foggia nell'estate del 1991 assieme al connazionale Igor' Kolyvanov, entrambi voluti fortemente dall'allenatore ceco Zeman, in cambio di circa 5 miliardi di lire per entrambi, dei quali 1,4 miliardi sarebbero per Šalimov (secondo altre fonti 2,9 miliardi). Il trasferimento è gestito dal suo procuratore, Reso Shonelitze: si accorda per prendere uno stipendio vicino ai 400 milioni di lire l'anno. Arriva a Foggia nell'indifferenza di tutti e durante l'anno soffre i carichi di lavoro che gli assegna il tecnico Zdeněk Zeman, giudicati eccessivi dal russo, dichiarando in seguito che non comprendeva pienamente l'allenatore del Foggia e che con il boemo ha avuto problemi.
Il 5 gennaio 1992 realizza una doppietta contro la Lazio, in una partita persa 5-2 dal Foggia di Zeman: tuttavia, Šalimov sfodera un'ottima prestazione, pur giocando sulla mediana. Il 3 febbraio 1992, all'indomani della sconfitta contro la Juventus, viola il silenzio stampa indetto dalla dirigenza foggiana, andando a parlare nel conferenza stampa dopo la partita perché nessuno l'aveva avvisato.
Nel finale di stagione, verso marzo, si ritrova tra i più affaticati del Foggia, infatti, anche a causa delle cariche eccessive di allenamento da parte di Zeman, Šalimov comincia a giocare male: l'8 marzo 1992 il russo gioca una delle sue peggiori partite dall'arrivo in Italia durante la sfida con l'Ascoli persa 2-1 e due giorni più tardi lascia l'allenamento del Foggia poiché troppo stanco dopo aver lavorato senza fermarsi per più di due anni consecutivamente, arrivando da un campionato con il calendario solare. A fine mese torna in condizione e il 29 marzo 1992 sigla una rete nel derby di Puglia giocato contro il Bari (1-3), risultando tra i migliori in campo. Il 15 giugno 1992 s'infortuna al ginocchio destro subendo una distorsione, andando a curarsi in Sardegna.
Al termine del suo primo anno in Italia si rivela essere uno dei giocatori fondamentali al successo del Foggia dei miracoli di Zeman, e dopo aver disputato un ottimo campionato, dov'è ritenuto come il miglior straniero del torneo, il 14 maggio 1992, si trasferisce ufficialmente all'Inter in cambio di 17,4 miliardi di lire (secondo alcune fonti 17, secondo altre 15 miliardi). in un'operazione complessiva di 23 miliardi.

#### Inter e i prestiti a Duisburg e Lugano
Arrivato a Milano, riesce ad ambientarsi subito anche nel suo nuovo club. Firma un contratto quadriennale, andando a percepire un miliardo l'anno di stipendio (altre fonti parlano di 1,7 miliardi e di 900 milioni: diviene così il primo e a tutt'oggi unico giocatore russo nella storia della società milanese e lo straniero più costoso nella storia della Serie A fino a quel momento, andando ad occupare il ruolo dell'infortunato Lothar Matthäus. Dopo aver giocato la passata stagione soprattutto come interno di centrocampo, nel precampionato con l'Inter l'allenatore Bagnoli lo schiera per la prima volta da esterno destro al posto di Alessandro Bianchi. Gioca delle buone partite nella sua prima stagione, divenendo uno dei calciatori più importanti durante quest'annata e a fine anno mette a segno 9 reti: tuttavia, a marzo ha deluso le attese interiste, avendo reso meno di quanto ci si aspettasse da lui.

Šalimov all'Inter nel 1992

Nel settembre del 1992 ritira il premio del fair play "cartellino bianco" tenuto a Milano e assegnatogli per non aver preso alcun cartellino durante la sua prima stagione in Serie A, dopo aver giocato 33 incontri di campionato e 2962 minuti. Il 26 ottobre 1992, giocando un ottimo match da mediano, realizza una rete nel derby d'Italia contro la Juventus, partita vinta 3-1 dall'Inter. A metà stagione è definito come il giocatore più in forma del torneo. L'11 gennaio 1993 realizza una doppietta contro il suo ex Foggia, che aveva ancora Zeman in panchina, disputando l'incontro come migliore in campo. Dopo aver avuto un calo di condizione, nel mese di marzo torna in forma e il 22 marzo 1993 va in gol nuovamente contro la Juventus (0-2), segnando con un pallonetto che supera l'estremo difensore avversario Angelo Peruzzi.
Diversamente, l'anno successivo non rese alla stessa maniera, in una stagione dov'è subito contestato e venendo ceduto nel 1994 ai tedeschi del Duisburg.
Nel luglio del 1993 l'Udinese cede Francesco Dell'Anno all'Inter e sembrava che la società friulana si fosse accordata coi milanesi per uno scambio con Šalimov, che doveva arrivare in prestito nonostante non avesse intenzione di trasferirsi a Udine, ma il contratto depositato in Lega dall'Inter non presenta alcuna clausola legata a Šalimov, che resta quindi a Milano: l'Udinese chiede un rimborso di 8 miliardi di lire, ma alla fine si accorda con l'Inter per ottenerne mezzo miliardo.
Comincia la nuova stagione sottotono, collezionando diverse partite giocate negativamente.
Il 25 ottobre 1993, l'allenatore dei nerazzurri Osvaldo Bagnoli lo manda in tribuna nella sfida contro l'Udinese. Nel novembre del 1993, Šalimov realizza il 2-1 per l'Inter in una sfida persa contro la Lucchese, consentendo al club nerazzurro di passare agli ottavi di Coppa Italia nonostante la sconfitta (i milanesi aveva vinto 2-0 all'andata). Il 6 dicembre realizza il suo primo e il suo secondo gol in campionato andando a segno con una doppietta contro il Lecce (3-1). Per Šalimov gli incontri giocati male continuano anche dopo l'esonero di Bagnoli e l'arrivo in panchina di Gianpiero Marini: il 21 marzo 1994 gioca una delle sue peggiori partite nel derby della Madonnina contro il Milan, riuscendo anche a fare peggio sei giorni dopo, nell'incontro di campionato perso 3-1 in casa contro il Genoa. La sua seconda stagione a Milano, terminata con 18 presenze e 2 gol, è considerata fallimentare.
Il 12 settembre 1994 è ufficializzata la sua cessione in prestito ai tedeschi del Duisburg, andando a giocare in Bundesliga. Dopo ventun presenze senza lasciare il segno, ritorna a Milano. Terminata l'esperienza tedesca, il 29 luglio 1995 il russo accetta di andare a giocare in prestito in Svizzera, al Lugano, con cui firma un contratto da 300 milioni di lire e squadra in cui è il miglior giocatore dell'organico svizzero per distacco. Neanche un mese dopo, Šalimov affronta nuovamente la sua ex Inter nella Coppa UEFA 1995-1996: gli svizzeri, sottovalutati alla vigilia, con Šalimov titolare in entrambi gli incontri, che gioca bene sia all'andata sia soprattutto al ritorno a San Siro vinto 1-0 all'85', eliminano l'Inter per 2-1.
Segna 4 gol in 12 incontri di campionato nella prima parte di stagione, tornando in Italia dopo essersi accordato con l'Udinese nel novembre 1995.

#### Udinese, Bologna e Napoli
A 27 anni il russo torna in Italia, vestendo la divisa dell'Udinese, ma ormai non rende più come ai tempi dell'Inter. Esordisce il 4 dicembre contro la Roma (1-1), giocando parte del match da mediano. Disputa una buona partita contro il Padova, nel successo friulano per 3-1 entrando nella ripresa per Giovanni Stroppa. Disputa una buona partita contro il Padova, nel successo friulano per 3-1 entrando nella ripresa per Giovanni Stroppa. Non segna alcun gol in 20 incontri di campionato.
Il 19 settembre 1996 è ufficiale il suo trasferimento al Bologna a costo zero dall'Udinese, firmando un contratto annuale da 400 milioni di lire. A Bologna ritrova il suo ex compagno di squadra all'Inter Davide Fontolan e il connazionale Igor' Kolyvanov, con il quale era arrivato a Foggia cinque anni prima. In questa sua nuova esperienza, è schierato spesso come esterno offensivo o nel ruolo di regista. Il 14 ottobre 1996 firma il suo primo gol con la maglia del Bologna contro la Sampdoria (2-1). Durante questa stagione, Šalimov cede in resistenza, non riuscendo più a tenere i 90 minuti e anzi, faticando per giocare anche solo un tempo. Il 3 febbraio 1997 realizza la sua seconda rete per il Bologna nella gara contro il Verona (6-1). Il 16 febbraio, in una sfida di campionato persa contro il Milan 2-0, subisce una distorsione al ginocchio sinistro dopo un grave fallo da parte dell'avversario rossonero Jesper Blomqvist. Il primo giugno 1997 realizza una rete contro la sua ex Inter (2-2). Il 5 aprile 1998 firma un gol da ex contro l'Udinese, sfida vinta 2-0. Nel maggio 1998, sul finire del contratto col Bologna, in scadenza il 30 giugno, il russo annuncia su internet di essere alla ricerca di una nuova squadra tramite un video che al tempo era visibile sul sito "calciomercato.com": con ciò, Šalimov diviene il primo calciatore in Italia a fare una cosa del genere. Conclude l'esperienza emiliana totalizzando 33 presenze e 5 marcature.
Passa al Napoli nel luglio 1998, firmando un contratto annuale con opzione per l'anno seguente. Il 19 aprile 1999 segna l'1-1 tra Genoa e Napoli. In questa stagione dimostra di essere ormai un giocatore abbastanza lento, statico, giocando quasi da ex calciatore. Gioca 19 partite e mette a segno due reti per i partenopei. Il 2 ottobre 1999 è squalificato dalla Commissione Disciplinare della Lega Calcio per due anni per doping in seguito all'uso di nandrolone (norandrosterone), risultando positivo alle analisi dopo la partita di campionato disputata tra Napoli e Lecce del 16 maggio 1999. Le controanalisi del 6 luglio 1999 confermano la positività del russo. La squalifica è resa attiva dal 21 agosto 1999, quando il giocatore russo è già tornato in patria. Šalimov dice d'aver assunto il nandrolone dopo aver mangiato della carne trattata con questa sostanza, poiché gli era stato consigliato di mangiare molta carne, anche cruda, da un medico che l'aveva preso in cura mentre era ricoverato in un ospedale di Mosca per un'emorragia interna. Argomentazione che la Commissione Disciplinare considera inattendibile, anche perché il giocatore russo non aveva alcuna prova per dimostrare d'aver assunto carne contenente nandrolone.
In seguito alla sospensione, decide di ritirarsi dal calcio giocato, a 30 anni.

#### Nazionale
Il 13 giugno 1990 esordisce nella Nazionale dell'Unione Sovietica giocando da titolare la seconda partita del Mondiale di Italia 1990 contro l'Argentina, sfida persa 2-0. È schierato titolare anche nella successiva gara del Mondiale, nell'inutile successo ottenuto sul Camerun per 4-0, uscendo alla fine del primo tempo al posto di Oleksandr Zavarov. Nel giro di poco più d'un anno, gioca venti partite con l'URSS andando a segno due volte, prima che venga convocato nella neonata Nazionale della CSI: debutta il 12 febbraio 1992 contro la Spagna (1-1) e gioca solo quattro incontri, l'ultimo il 12 giugno dello stesso anno, nell'Europeo svedese contro la Germania (1-1). La Nazionale del CSI verrà eliminata alla fase a gironi.
Il 14 ottobre 1992 esordisce titolare e da capitano nella Nazionale russa in una sfida contro l'Islanda valida per le qualificazioni al Mondiale del 1994 negli USA. Il 14 aprile 1993 Šalimov segna il suo primo gol con la Nazionale russa contro il Lussemburgo (0-4), altro incontro valido per le qualificazioni mondiali. Gioca in tutto 7 partite da capitano, tra il 1992 e il 1993, tutte e sette utili per ottenere l'accesso al Mondiale americano: la Russia arriva al secondo posto nel girone dietro la Grecia ed è qualificato automaticamente.
Nel dicembre 1993, 14 giocatori russi, qualificatisi per i Mondiali 1994 negli USA, scrivono una lettera indirizzata alla federcalcio russa, una sorta di "ammutinamento" nella quale chiedono di riavere come CT Anatolij Byšovec al posto di Pavel Sadyrin, in realtà un pretesto per chiedere dei premi maggiori e chiedere anche di portare al Mondiale americano gli sponsor personali invece dello sponsor unico della Nazionale russa: la risposta della federazione russa è una richiesta alla FIFA per squalificare i 14 giocatori che hanno firmato la lettera.
Sadyrin resta sulla panchina della Nazionale russa anche durante il Mondiale statunitense. A causa di ciò, nonostante Šalimov abbia contribuito a portare la Russia al Mondiale statunitense, dal novembre 1993 al settembre 1994, Sadyrin, che l'aveva anche designato come capitano, decide di non convocarlo più: il russo salta il Mondiale 1994. Ritorna a giocare con la maglia della Russia solo il 7 settembre 1994, circa 10 mesi dopo, con l'arrivo in panchina di Oleg Romancev al posto di Sadyrin, che aveva fallito al Mondiale 1994 uscendo nella prima fase: gioca un'amichevole contro la Germania (0-1). Successivamente è convocato e schierato con meno frequenza anche da Romancev, che gli fa giocare qualche incontro valido per le qualificazioni all'Europeo 1996. Con l'arrivo di Boris Ignat'ev alla guida della Russia nel 1996, Šalimov, già ben inquadrato dal nuovo ct che non lo vede nel pieno della condizione psicofisica, viene convocato con meno frequenza e dal 1998 non gioca più alcun incontro in Nazionale: termina la sua esperienza internazionale con 47 presenze e 5 gol tra il 1990 e il 1998.

### Allenatore
Nel 2003 si mette alla guida dell'Uralan, con Leonid Sluckij allenatore della squadra riserve.
Dopo aver allenato nelle prime due serie del campionato russo e la Nazionale femminile russa, è diventato il coordinatore delle squadre giovanili nazionali della Russia. Dal 2011 è l'assistente di Nikolaj Pisarev nell'Under-21 russa.
Il 29 aprile 2016 viene promosso in prima squadra come vice di Oleg Kononov. Il 26 settembre con l'esonero di quest'ultimo viene nominato allenatore interim. Il 7 ottobre seguente dopo 5 vittorie in 6 partite il club russo lo nomina nuovo tecnico, firmando un triennale. Chiude il primo anno al quarto posto in campionato con accesso all'Europa League, porta il club russo fine agli ottavi di finale della Coppa di Russia e dell'Europa League.

## Statistiche

### Cronologia presenze e reti in nazionale

#### URSS
| Cronologia completa delle presenze e delle reti in nazionale ― Unione Sovietica | Cronologia completa delle presenze e delle reti in nazionale ― Unione Sovietica | Cronologia completa delle presenze e delle reti in nazionale ― Unione Sovietica | Cronologia completa delle presenze e delle reti in nazionale ― Unione Sovietica | Cronologia completa delle presenze e delle reti in nazionale ― Unione Sovietica | Cronologia completa delle presenze e delle reti in nazionale ― Unione Sovietica | Cronologia completa delle presenze e delle reti in nazionale ― Unione Sovietica | Cronologia completa delle presenze e delle reti in nazionale ― Unione Sovietica |
| Data                                                                            | Città                                                                           | In casa                                                                         | Risultato                                                                       | Ospiti                                                                          | Competizione                                                                    | Reti                                                                            | Note                                                                            |
| ------------------------------------------------------------------------------- | ------------------------------------------------------------------------------- | ------------------------------------------------------------------------------- | ------------------------------------------------------------------------------- | ------------------------------------------------------------------------------- | ------------------------------------------------------------------------------- | ------------------------------------------------------------------------------- | ------------------------------------------------------------------------------- |
| 13-6-1990                                                                       | Napoli                                                                          | Argentina                                                                       | 2 – 0                                                                           | Unione Sovietica                                                                | Mondiali 1990 - 1º turno                                                        | -                                                                               |                                                                                 |
| 18-6-1990                                                                       | Bari                                                                            | Camerun                                                                         | 0 – 4                                                                           | Unione Sovietica                                                                | Mondiali 1990 - 1º turno                                                        | -                                                                               | 46’                                                                             |
| 29-8-1990                                                                       | Mosca                                                                           | Unione Sovietica                                                                | 1 – 2                                                                           | Romania                                                                         | Amichevole                                                                      | -                                                                               | 46’                                                                             |
| 12-9-1990                                                                       | Mosca                                                                           | Unione Sovietica                                                                | 2 – 0                                                                           | Norvegia                                                                        | Qual. Euro 1992                                                                 | -                                                                               |                                                                                 |
| 3-11-1990                                                                       | Roma                                                                            | Italia                                                                          | 0 – 0                                                                           | Unione Sovietica                                                                | Qual. Euro 1992                                                                 | -                                                                               |                                                                                 |
| 21-11-1990                                                                      | Port of Spain                                                                   | Stati Uniti                                                                     | 0 – 0                                                                           | Unione Sovietica                                                                | Amichevole                                                                      | -                                                                               | 46’                                                                             |
| 23-11-1990                                                                      | Port of Spain                                                                   | Trinidad e Tobago                                                               | 0 – 2                                                                           | Unione Sovietica                                                                | Amichevole                                                                      | 1                                                                               | 46’                                                                             |
| 30-11-1990                                                                      | Città del Guatemala                                                             | Guatemala                                                                       | 0 – 3                                                                           | Unione Sovietica                                                                | Amichevole                                                                      | -                                                                               |                                                                                 |
| 6-2-1991                                                                        | Glasgow                                                                         | Scozia                                                                          | 0 – 1                                                                           | Unione Sovietica                                                                | Amichevole                                                                      | -                                                                               |                                                                                 |
| 27-3-1991                                                                       | Francoforte sul Meno                                                            | Germania                                                                        | 2 – 1                                                                           | Unione Sovietica                                                                | Amichevole                                                                      | -                                                                               |                                                                                 |
| 17-4-1991                                                                       | Budapest                                                                        | Ungheria                                                                        | 0 – 1                                                                           | Unione Sovietica                                                                | Qual. Euro 1992                                                                 | -                                                                               |                                                                                 |
| 21-5-1991                                                                       | Londra                                                                          | Inghilterra                                                                     | 3 – 1                                                                           | Unione Sovietica                                                                | England Challenge Cup                                                           | -                                                                               | 70’                                                                             |
| 23-5-1991                                                                       | Manchester                                                                      | Argentina                                                                       | 1 – 1                                                                           | Unione Sovietica                                                                | England Challenge Cup                                                           | -                                                                               |                                                                                 |
| 29-5-1991                                                                       | Mosca                                                                           | Unione Sovietica                                                                | 4 – 0                                                                           | Cipro                                                                           | Qual. Euro 1992                                                                 | -                                                                               |                                                                                 |
| 13-6-1991                                                                       | Göteborg                                                                        | Svezia                                                                          | 2 – 3 dts                                                                       | Unione Sovietica                                                                | Torneo Scania 100 - Semifinale                                                  | -                                                                               |                                                                                 |
| 16-6-1991                                                                       | Solna                                                                           | Italia                                                                          | 1 – 1 dts (3 – 2 dtr)                                                           | Unione Sovietica                                                                | Torneo Scania 100 - Finale                                                      | -                                                                               |                                                                                 |
| 28-8-1991                                                                       | Oslo                                                                            | Norvegia                                                                        | 0 – 1                                                                           | Unione Sovietica                                                                | Qual. Euro 1992                                                                 | -                                                                               |                                                                                 |
| 25-9-1991                                                                       | Mosca                                                                           | Unione Sovietica                                                                | 2 – 2                                                                           | Ungheria                                                                        | Qual. Euro 1992                                                                 | 1                                                                               |                                                                                 |
| 12-10-1991                                                                      | Mosca                                                                           | Unione Sovietica                                                                | 0 – 0                                                                           | Italia                                                                          | Qual. Euro 1992                                                                 | -                                                                               |                                                                                 |
| 13-11-1991                                                                      | Larnaca                                                                         | Cipro                                                                           | 0 – 3                                                                           | Unione Sovietica                                                                | Qual. Euro 1992                                                                 | -                                                                               |                                                                                 |
| Totale                                                                          |                                                                                 | Presenze                                                                        | 20                                                                              |                                                                                 | Reti                                                                            | 2                                                                               |                                                                                 |

#### CSI
| Cronologia completa delle presenze e delle reti in nazionale ― Comunità degli Stati Indipendenti | Cronologia completa delle presenze e delle reti in nazionale ― Comunità degli Stati Indipendenti | Cronologia completa delle presenze e delle reti in nazionale ― Comunità degli Stati Indipendenti | Cronologia completa delle presenze e delle reti in nazionale ― Comunità degli Stati Indipendenti | Cronologia completa delle presenze e delle reti in nazionale ― Comunità degli Stati Indipendenti | Cronologia completa delle presenze e delle reti in nazionale ― Comunità degli Stati Indipendenti | Cronologia completa delle presenze e delle reti in nazionale ― Comunità degli Stati Indipendenti | Cronologia completa delle presenze e delle reti in nazionale ― Comunità degli Stati Indipendenti |
| Data                                                                                             | Città                                                                                            | In casa                                                                                          | Risultato                                                                                        | Ospiti                                                                                           | Competizione                                                                                     | Reti                                                                                             | Note                                                                                             |
| ------------------------------------------------------------------------------------------------ | ------------------------------------------------------------------------------------------------ | ------------------------------------------------------------------------------------------------ | ------------------------------------------------------------------------------------------------ | ------------------------------------------------------------------------------------------------ | ------------------------------------------------------------------------------------------------ | ------------------------------------------------------------------------------------------------ | ------------------------------------------------------------------------------------------------ |
| 19-2-1992                                                                                        | Valencia                                                                                         | Spagna                                                                                           | 1 – 1                                                                                            | Comunità degli Stati Indipendenti                                                                | Amichevole                                                                                       | -                                                                                                |                                                                                                  |
| 29-4-1992                                                                                        | Mosca                                                                                            | Comunità degli Stati Indipendenti                                                                | 2 – 2                                                                                            | Inghilterra                                                                                      | Amichevole                                                                                       | -                                                                                                |                                                                                                  |
| 3-6-1992                                                                                         | Brøndby                                                                                          | Danimarca                                                                                        | 1 – 1                                                                                            | Comunità degli Stati Indipendenti                                                                | Amichevole                                                                                       | -                                                                                                |                                                                                                  |
| 12-6-1992                                                                                        | Norrköping                                                                                       | Comunità degli Stati Indipendenti                                                                | 1 – 1                                                                                            | Germania                                                                                         | Euro 1992 - 1º turno                                                                             | -                                                                                                | 83’                                                                                              |
| Totale                                                                                           |                                                                                                  | Presenze                                                                                         | 4                                                                                                |                                                                                                  | Reti                                                                                             | 0                                                                                                |                                                                                                  |

#### Russia
| Cronologia completa delle presenze e delle reti in nazionale ― Russia | Cronologia completa delle presenze e delle reti in nazionale ― Russia | Cronologia completa delle presenze e delle reti in nazionale ― Russia | Cronologia completa delle presenze e delle reti in nazionale ― Russia | Cronologia completa delle presenze e delle reti in nazionale ― Russia | Cronologia completa delle presenze e delle reti in nazionale ― Russia | Cronologia completa delle presenze e delle reti in nazionale ― Russia | Cronologia completa delle presenze e delle reti in nazionale ― Russia |
| Data                                                                  | Città                                                                 | In casa                                                               | Risultato                                                             | Ospiti                                                                | Competizione                                                          | Reti                                                                  | Note                                                                  |
| --------------------------------------------------------------------- | --------------------------------------------------------------------- | --------------------------------------------------------------------- | --------------------------------------------------------------------- | --------------------------------------------------------------------- | --------------------------------------------------------------------- | --------------------------------------------------------------------- | --------------------------------------------------------------------- |
| 14-10-1992                                                            | Mosca                                                                 | Russia                                                                | 1 – 0                                                                 | Islanda                                                               | Qual. Mondiali 1994                                                   | -                                                                     | cap.                                                                  |
| 28-10-1992                                                            | Mosca                                                                 | Russia                                                                | 2 – 0                                                                 | Lussemburgo                                                           | Qual. Mondiali 1994                                                   | -                                                                     | cap.                                                                  |
| 14-4-1993                                                             | Lussemburgo                                                           | Lussemburgo                                                           | 0 – 4                                                                 | Russia                                                                | Qual. Mondiali 1994                                                   | 1                                                                     | cap.                                                                  |
| 28-4-1993                                                             | Mosca                                                                 | Russia                                                                | 3 – 0                                                                 | Ungheria                                                              | Qual. Mondiali 1994                                                   | -                                                                     | cap.                                                                  |
| 23-5-1993                                                             | Mosca                                                                 | Russia                                                                | 1 – 1                                                                 | Grecia                                                                | Qual. Mondiali 1994                                                   | -                                                                     | cap.                                                                  |
| 8-9-1993                                                              | Budapest                                                              | Ungheria                                                              | 1 – 3                                                                 | Russia                                                                | Qual. Mondiali 1994                                                   | -                                                                     | cap. 39’                                                              |
| 17-11-1993                                                            | Marousi                                                               | Grecia                                                                | 1 – 0                                                                 | Russia                                                                | Qual. Mondiali 1994                                                   | -                                                                     | cap. 13’                                                              |
| 7-9-1994                                                              | Mosca                                                                 | Russia                                                                | 0 – 1                                                                 | Germania                                                              | Amichevole                                                            | -                                                                     | 46’                                                                   |
| 12-10-1994                                                            | Mosca                                                                 | Russia                                                                | 4 – 0                                                                 | San Marino                                                            | Qual. Euro 1996                                                       | -                                                                     |                                                                       |
| 16-11-1994                                                            | Glasgow                                                               | Scozia                                                                | 1 – 1                                                                 | Russia                                                                | Qual. Euro 1996                                                       | -                                                                     |                                                                       |
| 8-3-1995                                                              | Košice                                                                | Slovacchia                                                            | 2 – 1                                                                 | Russia                                                                | Amichevole                                                            | -                                                                     |                                                                       |
| 29-3-1995                                                             | Mosca                                                                 | Russia                                                                | 0 – 0                                                                 | Scozia                                                                | Qual. Euro 1996                                                       | -                                                                     | 68’                                                                   |
| 31-5-1995                                                             | Belgrado                                                              | Jugoslavia                                                            | 1 – 2                                                                 | Russia                                                                | Amichevole                                                            | -                                                                     |                                                                       |
| 7-6-1995                                                              | Serravalle                                                            | San Marino                                                            | 0 – 7                                                                 | Russia                                                                | Qual. Euro 1996                                                       | 1                                                                     |                                                                       |
| 6-9-1995                                                              | Toftir                                                                | Fær Øer                                                               | 2 – 5                                                                 | Russia                                                                | Qual. Euro 1996                                                       | 1                                                                     |                                                                       |
| 11-10-1995                                                            | Mosca                                                                 | Russia                                                                | 2 – 1                                                                 | Grecia                                                                | Qual. Euro 1996                                                       | -                                                                     | 75’                                                                   |
| 7-2-1996                                                              | Ta' Qali                                                              | Malta                                                                 | 0 – 2                                                                 | Russia                                                                | Torneo di Malta 1996                                                  | -                                                                     |                                                                       |
| 27-3-1996                                                             | Dublino                                                               | Irlanda                                                               | 0 – 2                                                                 | Russia                                                                | Amichevole                                                            | -                                                                     | 70’                                                                   |
| 25-5-1996                                                             | Doha                                                                  | Qatar                                                                 | 2 – 5                                                                 | Russia                                                                | Amichevole                                                            | -                                                                     | 59’                                                                   |
| 2-6-1996                                                              | Mosca                                                                 | Russia                                                                | 2 – 0                                                                 | Polonia                                                               | Amichevole                                                            | -                                                                     | 86’                                                                   |
| 19-6-1996                                                             | Liverpool                                                             | Russia                                                                | 3 – 3                                                                 | Rep. Ceca                                                             | Euro 1996 - 1º turno                                                  | -                                                                     | 67’                                                                   |
| 19-8-1998                                                             | Örebro                                                                | Svezia                                                                | 2 – 1                                                                 | Russia                                                                | Amichevole                                                            | -                                                                     | 52’                                                                   |
| 14-10-1998                                                            | Reykjavík                                                             | Islanda                                                               | 1 – 0                                                                 | Russia                                                                | Qual. Euro 2000                                                       | -                                                                     |                                                                       |
| Totale                                                                |                                                                       | Presenze                                                              | 23                                                                    |                                                                       | Reti                                                                  | 3                                                                     |                                                                       |

## Palmarès

### Giocatore

#### Club

##### Competizioni nazionali
- Campionato sovietico: 2

Spartak Mosca: 1987, 1989
- Coppa delle Federazioni sovietiche: 1

Spartak Mosca: 1987

##### Competizioni internazionali
- Coppa UEFA: 1

Inter: 1993-1994

#### Nazionale
- Campionato d'Europa Under-21: 1

1990